# Forest (Town, Richland County)
Die Town of Forest ist eine von 16 Towns im Richland County im US-amerikanischen Bundesstaat Wisconsin. Im Jahr 2010 hatte die Town of Forest 352 Einwohner.
Town hat in Wisconsin eine grundlegend andere Bedeutung, als im übrigen englischsprachigen Bereich. Vielmehr entspricht sie den in den anderen US-Bundesstaaten üblichen Townships, die nach dem County die nächstkleinere Verwaltungseinheit bilden.

## Geografie
Die Town of Forest liegt im Südwesten Wisconsins und wird im Nordwesten vom Kickapoo River durchflossen, einem rechten Nebenfluss des in den Mississippi mündenden Wisconsin River. Der am Mississippi gelegene Schnittpunkt der drei Bundesstaaten Wisconsin, Iowa und Minnesota befindet sich rund 60 km westlich. Nach Illinois sind es rund 135 km in südlicher Richtung.
Die geografischen Koordinaten des Zentrums der Town of Forest sind 43°30′09″ nördlicher Breite und 90°36′36″ westlicher Länge. Sie erstreckt sich über eine Fläche von 91,9 km².
Die Town of Forest liegt im äußersten Nordwesten des Richland County und grenzt an folgende Nachbartowns:
| Town of Webster (Vernon County)                  | Town of Stark (Vernon County)               | Town of Union (Vernon County) |
| Town of Liberty (Vernon County) Village of Viola | Kompassrose, die auf Nachbargemeinden zeigt | Town of Bloom                 |
|                                                  | Town of Sylvan                              | Town of Marshall              |

## Verkehr
Der Wisconsin State Highway 56 verläuft in West-Ost-Richtung durch das gesamte Gebiet der Town of Forest, während der Wisconsin State Highway 131 entlang des Kickapoo River durch den Nordwesten führt. Daneben führen noch die County Highways G und I durch das Gebiet der Town. Alle weiteren Straßen sind untergeordnete Landstraßen sowie teils unbefestigte Fahrwege.
Mit dem Richland Airport befindet sich rund 40 km südöstlich der Town ein kleiner Flugplatz. Die nächsten Verkehrsflughäfen sind der Dubuque Regional Airport in Iowa (rund 150 km südsüdwestlich), der La Crosse Regional Airport (rund 85 km nordwestlich) und der Dane County Regional Airport in Wisconsins Hauptstadt Madison (rund 135 km ostsüdöstlich).

## Bevölkerung
Nach der Volkszählung im Jahr 2010 lebten in der Town of Forest 352 Menschen in 137 Haushalten. Die Bevölkerungsdichte betrug 3,8 Einwohner pro Quadratkilometer. In den 137 Haushalten lebten statistisch je 2,47 Personen.
Ethnisch betrachtet setzte sich die Bevölkerung zusammen aus 96,3 Prozent Weißen, 1,1 Prozent Afroamerikanern, 1,1 Prozent amerikanischen Ureinwohnern sowie 1,4 Prozent aus anderen ethnischen Gruppen. Unabhängig von der ethnischen Zugehörigkeit waren 2,3 Prozent der Bevölkerung spanischer oder lateinamerikanischer Abstammung.
20,7 Prozent der Bevölkerung waren unter 18 Jahre alt, 58,8 Prozent waren zwischen 18 und 64 und 20,5 Prozent waren 65 Jahre oder älter. 48,9 Prozent der Bevölkerung war weiblich.
Das mittlere jährliche Einkommen eines Haushalts lag bei 38.182 USD. Das Pro-Kopf-Einkommen betrug 18.643 USD. 17,3 Prozent der Einwohner lebten unterhalb der Armutsgrenze.

## Ortschaften in der Town of Forest
Neben Streubesiedlung existieren in der Town of Forest noch folgende gemeindefreie Siedlungen:
- Ash Ridge
- Tunnelville1

1 – teilweise im Vernon County